# Ring (Horsens Kommune)
 For alternative betydninger, se Ring. (Se også artikler, som begynder med Ring)
Ring er en lille landsby i Østjylland ca. 1 km fra Brædstrup mellem Horsens og Silkeborg.

## Byens historie
Byen nævnes første gang i 1409. Ring ligger i Horsens Kommune. Før 2007 hørte den til Brædstrup Kommune, og før kommunalreformen 1970 var den en del af Ring-Føvling Kommune.

## Bygninger

### Brædstrup kirke tidligere Ring-Føvling sogn
I byen ligger Brædstrup Kirke, der er opført i 1941 som afløser for Ring Kirke. Den var af røde mursten på en høj sokkel fra den tidligere romanske granitkirke fra 1494. Indvendig var kor og skib samt de lidet fremtrædende korsfløje forsynet med lave tøndehvælvinger. Granitdøbefonten med løvefigurer og alterkalken fra 1797 er fra den gamle Kirke. Tårnets underrum, der har bjælkeloft, tjener som forhal. Over den står kirkens orgel.

### Ring Skole
Skolen blev oprettet i 1889. Indtil 1927 bestod den af to klasser, men 1. januar 1927 blev der tilbygget en forskole med to klasser, og skolen fik fire klasser à ca. 45 børn. Skolen eksisterer ikke længere.

### Ring forsamlingshus
I byen ligger Ring forsamlingshus, som Ring Borgerforening står for vedligeholdelse og udlejning af.